# Schlacht bei Malsch
1792

Porrentruy – Marquain – Quiévrain – Verdun – Thionville – Valmy – Lille – Mainz (1792) – Jemappes
1793

Aldenhoven I – Namur – Neerwinden – Mainz (1793) – Famars – Valenciennes (1793) – Arlon (1793) – Hondschoote – Meribel – Avesnes-le-Sec – Pirmasens – Toulon – Fontenay-le-Comte – Cholet – Lucon – Trouillas – Dünkirchen – Le Quesnoy – Menin I – Wattignies – Weißenburg I – Biesingen – Kaiserslautern I – Weißenburg II
1794

Boulou – Landrecis – Menin II – Mouscron – Martinique – Guadeloupe – Tourcoing – Tournai – Kaiserslautern II – San-Lorenzo de la Muga – 13. Prairial – Fleurus – Kaiserslautern III – Vosges – Aldenhoven II
1795

Cornwallis’ Rückzug – Genua – Groix – Hyeres – Handschuhsheim – Mainz (1795) – Mannheim – Loano
1796

Montenotte – Millesimo – Dego – Mondovì – Lodi – Borghetto – Castiglione – Mantua – Siegburg – Altenkirchen – Wetzlar – Kircheib – Kehl – Kalteiche – Friedberg  – Malsch – Neresheim – Sulzbach – Deining – Amberg – Würzburg – Neufundland – Rovereto – Bassano – Limburg – Biberach I – Emmendingen – Schliengen – Caldiero – Arcole – Irland
1797

Fall von Kehl – Rivoli (1797) – St. Vincent – Diersheim – Santa Cruz – Neuwied – Camperduin
Die Schlacht bei Malsch am 9. Juli 1796 war Teil des Ersten Koalitionskrieges an der Front am Oberrhein. Sie fand zwischen österreichischen und sächsischen Truppen unter Befehl von Erzherzog Karl von Österreich sowie französischen Truppen unter General Moreau statt. Im Pariser Triumphbogen wird die Schlacht nach französischer Tradition auch als „Bataille d’Ettlingen“ benannt.

## Vorgeschichte
Im Februar 1796 war die rechtsrheinische Markgrafschaft Baden von befreundeten österreichischen Truppen besetzt, während die linksrheinischen Gebiete von französischen Truppen besetzt waren. Am 24. Juni 1796 setzten die französische Armee unter General Moreau bei Kehl über den Rhein. Die dort verteidigenden Truppen des schwäbischen Regionalkontingents führten einen harten Kampf, wurden jedoch mit dem Verlust von 700 Soldaten, 14 Kanonen und 22 Munitionswagen zurückgedrängt. Anschließend übernahm Sztáray das Kommando über die Schwaben, die durch eine österreichische Abteilung wieder auf 9.000 Mann verstärkt wurden. Am 28. Juni wurde auch Sztáray vom rechten Flügel der Franzosen unter General Desaix bei Renchen geschlagen. Die letzten Einheiten der Moreau-Armee schafften es am 29. Juni über den Rhein zu kommen, wobei die Division Delaborde das Westufer des Rheins bewachte. Erzherzog Karl erfuhr vom französischen Rhein-Übergang bei Kehl und brach sofort mit 24 Bataillonen und zwei Schwadronen zur Unterstützung der Armee am Oberrhein auf. Zur Beobachtung der Armee Jourdans blieben 36.000 Mann (25.350 Mann und 10.930 Reiter) unter FZM Wartensleben zurück, weitere 26.000 Mann deckten die Linien bei Hechtsheim und Mainz. Erzherzog Karl versammelte hinter der Alb nach und nach 43 Bataillone und 85 Schwadronen zur Gegenwehr. Moreaus Truppen besetzten am 7. Juli die Stadt Rastatt. Nach dem Verlust von Gernsbach gingen die österreichischen Truppen zwischen Mühlburg und Ettlingen hinter die Alb zurück und bezogen mit etwa 13.000 Mann unter Feldzeugmeister Latour nördlich und östlich der Stadt Stellung.

## Die Schlacht

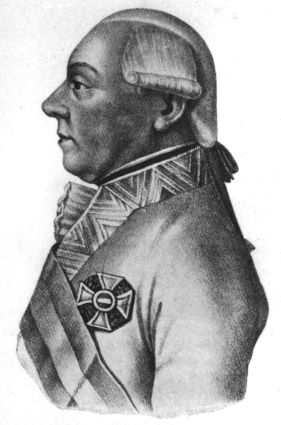
Maximilian Graf Baillet von Latour

Die französischen Truppen standen am Beginn der Schlacht am 9. Juli auf der Linie Bietigheim–Muggensturm–Waldprechtsweier. Moreau wollte den linken Flügel der Österreicher bei Herrenalb umgehen, um dann die Straße nach Pforzheim zu öffnen.
Die französische Vorhut drängte zwischen Ottenau und Ebersteinburg auf Kuppenheim vor und drängte die Vorposten der österreichischen Division Sztáray auf das rechte Ufer der Murg zurück. Die österreichischen Truppen unter Latour standen auf der Hardt zwischen Malsch und Waldprechtsweier und der linke Flügel etablierte sich weiter östlich davon bei Rotensol. Das sächsische Kontingent unter Generalmajor Lindt marschierte, von Pforzheim kommend, durch das Enztal, um sich zwischen Urnagold und Besenfeld zu etablieren. Mittags griff die Mitte der Franzosen unter Saint-Cyr zwischen Loffenau und Herrenalb an und traf dann am Alb-Abschnitt zwischen Dobel und Frauenalb auf hartnäckigen Widerstand der österreichischen Division unter FML Kaim. Saint-Cyr erlangte Kenntnis vom Anmarsch der Sachsen, er selbst griff mit zwölf Bataillonen und seiner Reiterei zwischen Frauenalb und Rotensol an, während er General Taponier mit sechs Bataillonen und 150 Reitern durch das Enztal den Sachsen nach Wildbad entgegensandte.
Der Hauptkampf der Schlacht entbrannte um den Besitz der Ortschaft Malsch, hier ergab sich für die Österreicher eine Übermacht von 16 zu 12 Bataillonen. Der Ort wurde mehrmals im blutigen Nahkampf von den gegenseitigen Truppenverbänden gestürmt, verloren und wieder genommen. Als Erzherzog Karl und zusätzliche Kavallerie eintrafen, wichen die Franzosen der Übermacht. Der französische linke Flügel unter General Desaix musste sich in den Wald von Ober- und Niederweier zurückziehen, die Österreicher nahmen Bietigheim und Ötigheim und verfolgten den Gegner bis Rastatt. Zwar waren die Österreicher mit dem Zentrum und dem rechten Flügel vorgerückt, trotzdem gab Erzherzog Karl den Befehl zum Rückzug, nachdem die Nachricht eintraf, dass währenddessen im östlichen Gebirge der linke Flügel unter General Kaim bei Rotensol geschlagen worden war. Die Österreicher zogen sich am 10. Juli über Ettlingen und Mühlburg nach Pforzheim zurück, um die bedrohten Nachschublager bei Heilbronn zu sichern. Die Franzosen unter Saint-Cyr verfolgten durchs Enztal nach Neuenbürg.

## Folgen

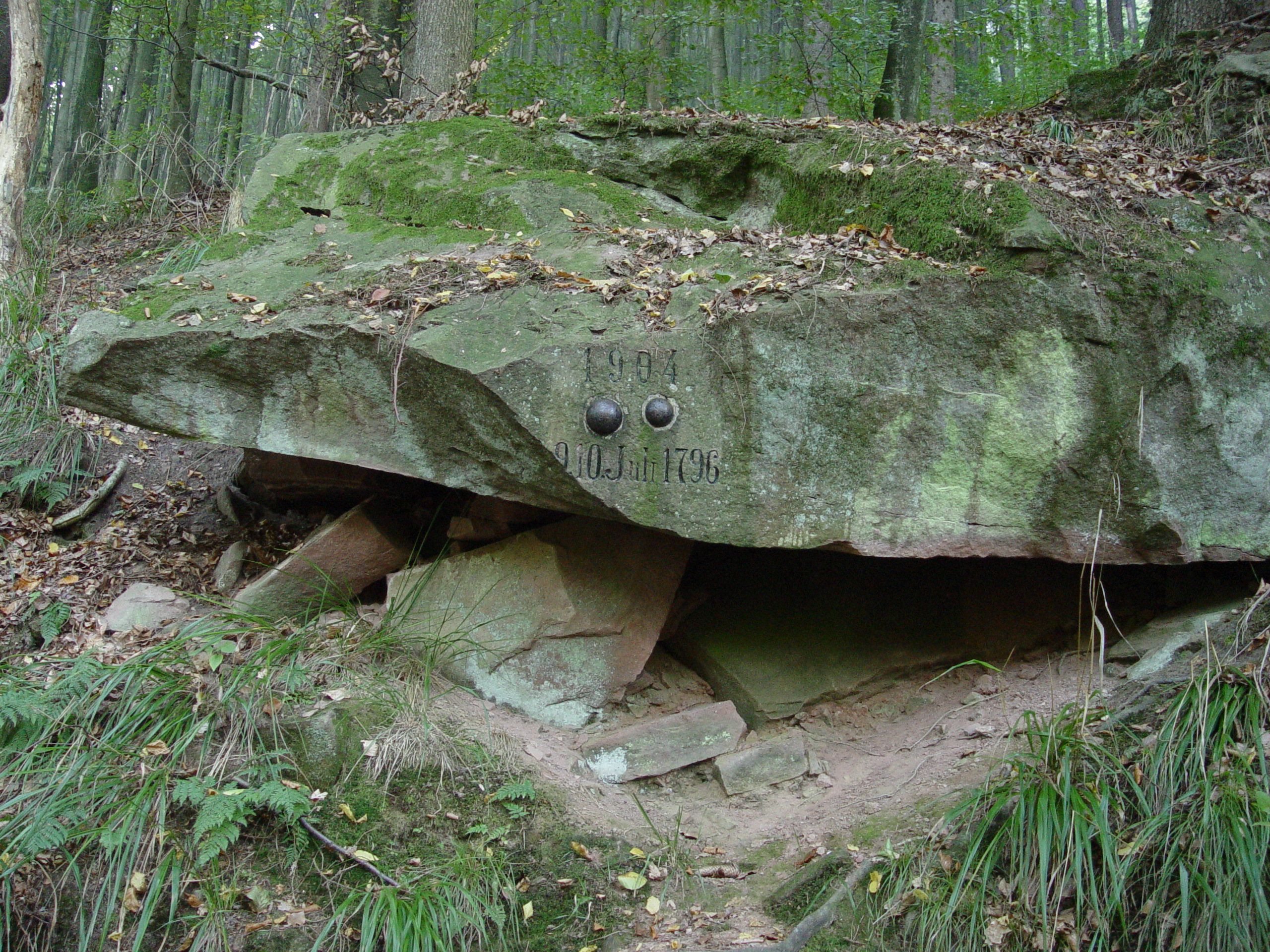
Kugeln aus der Schlacht bei Malsch

Die französischen Verluste beliefen sich auf 2.400 Mann, davon 400 Gefangene. Die Österreicher hatten etwa 2.500 Mann verloren. Am 10. Juli räumte Erzherzog Karl den Ort Malsch und befahl den Abmarsch über Karlsruhe nach Pforzheim, worauf die Franzosen Ettlingen und Neuenbürg besetzten; bald darauf kontrollierten die französischen Truppen die Rheinebene, und die kaiserlichen Truppen mussten sich in den Schwarzwald zurückziehen.
Markgraf Karl Friedrich von Baden musste am 22. August 1796 einen Sonderfrieden mit Frankreich abschließen, wodurch die Franzosen ein Durchmarschrecht durch Baden und hohe Kontributionen erlangten.